# Сарина Валентина
Алексис Шарп (англ. Alexis Sharp, род. 8 октября 1988 года, Филадельфия, США), более известная как Сарина Валентина (англ. Sarina Valentina) — американская трансгендерная порноактриса и гламурная фотомодель.

## Биография
По её словам, она всегда считала себя женщиной, и с 14 лет решила изменить внешность на женскую, для чего начала заместительную гормональную терапию и провела орхиэктомию. В 2007 году дебютирует в порноиндустрии через сайт Shemale Yum. В 2010 году запускает собственный веб-сайт с порнографическим контентом.

## Премии и номинации
| Год  | Премия                     | Номинация                        | Результат |
| ---- | -------------------------- | -------------------------------- | --------- |
| 2014 | Tranny Awards              | Лучшая веб-девушка года          | Победа    |
| 2014 | AVN Awards                 | Транссексуальное исполнение года | Номинация |
| 2013 | Transgender Erotica Awards | Лучшая веб-девушка года          | Победа    |
| 2013 | Tranny Awards              | Лучшая веб-девушка года          | Номинация |
| 2013 | AVN Awards                 | Транссексуальное исполнение года | Номинация |
| 2012 | Transgender Erotica Awards | Лучшая веб-девушка года          | Победа    |
| 2012 | Nightmoves                 | Транссексуальное исполнение года | Номинация |
| 2011 | Transgender Erotica Awards | Лучшая веб-девушка года          | Победа    |
| 2010 | Tranny Awards              | Лучшая веб-девушка года          | Номинация |